# 当間重剛
当間 重剛（とうま じゅうごう、當間 重剛、1895年（明治28年）3月25日 - 1971年（昭和46年）10月20日）は、戦前の沖縄県および琉球政府の政治家・裁判官。那覇市長・琉球政府行政主席（1956年11月11日 - 1959年11月10日）。フランス語に堪能な人物だった。

## 経歴
ジャーナリストで初代那覇市長だった当間重慎の息子として沖縄県那覇（現・那覇市）に生まれる。沖縄県立第一中学校、旧制第三高等学校を経て、1920年に京都帝国大学法学部を卒業。1939年に那覇市長に選出され、戦時中は大政翼賛会沖縄県支部長を務めた。
沖縄戦後には一転沖縄民政府行政法務部長を歴任し、1946年には戦前の市町村長経験者を市町村長に起用する米軍の特別措置に伴い再度那覇市長に就任。その後、琉球上訴裁判所首席判事を経て1953年に又吉康和市長の死去に伴う那覇市長選挙に出馬し当選。首里市や小禄村の合併を実現させ、比嘉秀平主席の急死に伴い1956年に琉球政府行政主席に就任した。
主席在任中は軍用地問題の解決に奔走し、一応の解決を見る。また当時盛り上がった沖縄人民党を中心とする民主主義擁護連絡協議会には全面対決の姿勢を見せ、自らの後任市長として当選した瀬長亀次郎を半ば強制的に排除するなど強権的な姿勢を取った。
主席辞任後は、ラジオ沖縄や沖縄テレビ放送の社長に就任。沖縄復帰運動には懐疑的な姿勢を見せ、「沖縄人の沖縄をつくる会」の会長を務め、かつての部下だった崎間敏勝らが琉球独立党（現・かりゆしクラブ）を結成するとこれを支持したりしている。

## 親族
実弟の当間重民も貴族院議員・那覇市長を務めた。